# Coupe de Russie de beach soccer
La coupe de Russie de beach soccer, créée en 2008, est une compétition annuelle de beach soccer disputée par les huit meilleurs clubs russes de la saison précédente.

## Histoire
En 2011, le Lokomotiv Moscou, composé de la plupart des membres de l'équipe nationale russe dont l'entraîneur national Mikhail Likhachev et avec la signature du Portugais Madjer, soulève la Coupe de Russie dans la ville d'Anapa. Comme depuis 2 saisons en championnat, la finale est un derby moscovite entre le Loko et Stroguino, qui compte lui des joueurs comme les brésiliens Buru et Bruno Xavier. Après avoir mené 7-0, seule Bruno Xavier vient contester la domination du Loko portant le score final à 7-2. Dans cette édition, 23 équipes prennent place en tenant compte des qualifications. Les tenant du titre de Krylia Sovetov arrache la 3e place après avoir battu étroitement Nevskyi Front. Outre le trophée, le Lokomotiv recueille également deux récompenses individuelles : le trophée de MVP pour Madjer et celui de meilleur gardien pour Andreï Boukhlitski. Le Brésilien Fernando DDI de Krylia Sovetov termine meilleur buteur avec 14 buts.

## Déroulement
Les huit participants sont déterminés par le Championnat de Russie. Au cours de l'épreuve les équipes sont divisées en deux groupes. Les deux premières de chaque poule avancent en demi-finale.

## Palmarès

### Par édition
| Année | Champion                          | 2e                       | 3e                            | Lieu              |
| ----- | --------------------------------- | ------------------------ | ----------------------------- | ----------------- |
| 2008  | Stroguino                         | IBS Saint-Pétersbourg    | Delta Saratov                 | Anapa             |
| 2009  | Stroguino (2)                     | Delta Saratov            | BR Saratov                    | Anapa             |
| 2010  | Krylia Sovetov                    | IBS Saint-Pétersbourg    | Lukoil Kaliningrad            | Samara            |
| 2011  | Lokomotiv Moscou                  | Stroguino                | Krylia Sovetov                | Anapa             |
| 2012  | Lokomotiv Moscou (2)              | FC Dynamo Moscou         | FC Krystall Saint-Pétersbourg | Moscou            |
| 2013  | Lokomotiv Moscou (3)              | FC Dynamo Moscou         | Rotor Volgograd               | Saint-Pétersbourg |
| 2014  | Rotor Volgograd                   | Lokomotiv Moscou         | FC Dynamo Moscou              | Anapa             |
| 2015  | FC Krystall Saint-Pétersbourg     | Golden Saint-Pétersbourg | Stroguino                     | Sotchi            |
| 2016  | Lokomotiv Moscou (4)              | Joker Troy Novossibirsk  | FC Krystall Saint-Pétersbourg | Sotchi            |
| 2017  | FC Krystall Saint-Pétersbourg (2) | Krylia Sovetov           | Lokomotiv Moscou              | Samara            |
| 2018  | FC Krystall Saint-Pétersbourg (3) | Lokomotiv Moscou         | Korolev                       | Sotchi            |
| 2019  | FC Krystall Saint-Pétersbourg (4) | BSC Spartak Moscou       | Delta Saratov                 | Sotchi            |
| 2020  | FC Krystall Saint-Pétersbourg (5) | Baltiisk                 | BSC Spartak Moscou            | Moscou            |
| 2021  | FC Krystall Saint-Pétersbourg (6) | Lokomotiv Moscou         | BSC Spartak Moscou            | Anapa             |
| 2022  | FC Krystall Saint-Pétersbourg (7) | Lokomotiv Moscou         | BSC Spartak Moscou            | Moscou            |

### Par club
| Équipe                        | Titres                                       | 2e place                   | 3e place             | Podiums |
| ----------------------------- | -------------------------------------------- | -------------------------- | -------------------- | ------- |
| FC Krystall Saint-Pétersbourg | 7 (2015, 2017, 2018, 2019, 2020, 2021, 2022) | -                          | 2 (2012, 2016)       | 9       |
| Lokomotiv Moscou              | 4 (2011, 2012, 2013, 2016)                   | 4 (2014, 2018, 2021, 2022) | 1 (2017)             | 9       |
| Stroguino                     | 2 (2008, 2009)                               | 1 (2011)                   | 1 (2015)             | 4       |
| Krylia Sovetov                | 1 (2010)                                     | 1 (2017)                   | 1 (2011)             | 3       |
| Rotor Volgograd               | 1 (2014)                                     | -                          | 1 (2013)             | 2       |
| FC Dynamo Moscou              | -                                            | 2 (2012, 2013)             | 1 (2014)             | 3       |
| IBS Saint-Pétersbourg         | -                                            | 2 (2008, 2010)             | -                    | 2       |
| BSC Spartak Moscou            | -                                            | 1 (2019)                   | 3 (2020, 2021, 2022) | 4       |
| Delta Sovetov                 | -                                            | 1 (2009)                   | 2 (2008, 2019)       | 3       |
| Baltiisk                      | -                                            | 1 (2020)                   | -                    | 1       |
| Joker Troy Novossibirsk       | -                                            | 1 (2016)                   | -                    | 1       |
| Golden Saint-Pétersbourg      | -                                            | 1 (2015)                   | -                    | 1       |
| Korolev                       | -                                            | -                          | 1 (2018)             | 1       |
| Lukoil Kaliningrad            | -                                            | -                          | 1 (2010)             | 1       |
| BR Saratov                    | -                                            | -                          | 1 (2009)             | 1       |

### Trophées individuels
| Édition | Meilleur joueur                   | Meilleur buteur               | Meilleur buteur | Meilleur gardien                    |
| Édition | Meilleur joueur                   | Nom                           | Nbr             | Meilleur gardien                    |
| ------- | --------------------------------- | ----------------------------- | --------------- | ----------------------------------- |
| 2008    | Non décernés                      | Non décernés                  | Non décernés    | Non décernés                        |
| 2009    | Iegor Chaïkov (Stroguino)         | Oleg Mozgovoy (Delta)         | 6               | Andreï Boukhlitski (Stroguino)      |
| 2010    | Yuri Gorchinskiy (Krylia Sovetov) | Egor Eremeev (Stroguino)      | 8               | Andreï Boukhlitski (Krylia Sovetov) |
| 2011    | Madjer (Lokomotiv)                | Fernando DDI (Krylia Sovetov) | 14              | Andreï Boukhlitski (Lokomotiv)      |
| 2012    | Roman Pachev (Dynamo)             | Ihar Bryshtel (Kronstadt)     | 12              | Igor Olenin (Dynamo)                |
| 2013    | Belchior (Lokomotiv)              | Fedor Zemskov (Korolev)       | 12              | Igor Olenin (Dynamo)                |